# Tattenaj
Tattenaj – wzmiankowany w biblijnej Księdze Ezdrasza perski namiestnik kraju „za rzeką” (tj. prowincji Eber-Nari, obejmującej tereny na zachód od Eufratu), sprawujący swój urząd za czasów króla Dariusza I.
Około 520 p.n.e. przybył do Jerozolimy, by zbadać sprawę wznowienia przez Żydów odbudowy Świątyni. Po zwróceniu się listownie do Dariusza otrzymał potwierdzenie dekretu Cyrusa z zezwoleniem na rozpoczęcie prac budowlanych oraz polecenie nieprzeszkadzania i udzielenia Żydom pomocy. Historię tę podaje także apokryficzna 3 Księga Ezdrasza, gdzie Tattenaj występuje pod imieniem Sisinnes.
Postać Tattenaja znana jest również z relacji pozabiblijnych – jego imię pojawia się w perskim dokumencie klinowym z 502 roku p.n.e.